# Kevin Borg
Kevin James Borg, (uttal: Borch), född 9 juni 1986 i Floriana, Malta, är en maltesisk sångare som bor och arbetar i Sverige. Han blev känd i Sverige när han deltog och vann talangtävlingen Idol 2008.

## Karriär
Kevin Borg har deltagit i Maltas nationella final till Eurovision Song Contest 2006 och Eurovision Song Contest 2007. Båda låtarna som Borg framförde skrevs av Jason Cassar och Sunny Aquilina som gjorde Maltas bidrag i Eurovision Song Contest 1998, som framfördes av Chiara Siracusa och hamnade på tredje plats bakom bland annat Dana International. Han deltog också i uttagningen för Eurovision Song Contest 2013. Borg har också sjungit duett med den maltesiska sångerskan Claudia Faniello.
12 december 2007 flyttade Borg till sin flickvän i Arvidsjaur. Under hösten 2008 deltog han i och vann Idol 2008. Idolfinalen ägde rum på årsdagen av Borgs flytt till Sverige, 12 december 2008. Han vann med vinnarlåten "With Every Bit of Me" med 76 % av rösterna.
Borgs debutskiva släpptes i mars 2009, senare än vanligt då det har bestämts att Idol-vinnaren från och med 2008 ska ha längre tid på sig att spela in och producera låtar. Borg åkte under våren och sommaren 2009 ut på en Sverigeturné som dock hade sviktande publiksiffror med flera inställda spelningar. Den 10 juni 2009 sjöng Borg både den maltesiska och den svenska nationalsången inför VM-kvalmatchen i fotboll mellan Sverige och sitt moderland Malta på Gamla Ullevi i Göteborg. Under andra halvan av 2009 spelade Borg huvudrollen i den svenska uppsättningen av High School Musical på Göta Lejon. I juli medverkade Borg också i Allsång på Skansen där han tillsammans med sin motspelerska Caroline Johansson Kuhmunen framförde en del av repertoaren från High School Musical. Våren 2011 uppträdde Borg på Viking Lines färja M/S Amorella. Hösten 2011 spelade han rollen som Danny i musikalen Grease på Kristianstad Teater med Underhållningspatrullen.

### Deltagande i Malta
Malta International TV Song Festival
- 2006 "Riflessi" - 4:a i finalen
- 2007 "Jasal il-Jum" - Gick till final

Malta Song for Europe
- 2006 "You're My Dream" - 8:a i finalen
- 2007 "Whenever" - 4:a i finalen

## Diskografi

### Singlar
- 2008 - "Livin' on a Prayer" (Idol bidrag sjätteplacering på Digilistan)[6]
- 2008 - "With Every Bit of Me" (vinnarlåten i Idol 2008)
- 2009 - "Street Lights"
- 2011 - "Sunrise"
- 2011 - "Unstoppable"
- 2012 - "Chritmas Time"
- 2013 - "Needing You"
- 2013 - "Needing You" - Club Mix
- 2016 - "Young At Heart"
- 2016 - "Young At Heart" (Gribbe Remix)
- 2017 - "Follow" (3:a i Maltas uttagning till Eurovision Song Contest 2017)

### Album
- 2009 - The Beginning

### Radiosinglar/digitala singlar
- 2009 - "The Last Words" (Digital singel)

### Medverkan på samlingsskivor
- 2008 - Det bästa från Idol 2008

## Fotboll
Borg spelade under en tid fotboll i klubben Floriana FC som ligger i högsta divisionen av maltesisk fotboll (Maltas Premier League). Borgs morfar Lolly DeBattista var också den första maltesen att vinna Footballer of the Year award.

## Priser och utnämningar
- 2008: Årets ungdomskulturpris (Arvidsjaurs kommun)
- 2008: Årets Arvidsjaurbo
- 2008: Årets norrbottning (Norrbottens-Kuriren)